# Líliya Ajaímova
Líliya Ígorevna Ajaímova –en ruso, Лилия Игоревна Ахаимова– (San Petersburgo, 17 de marzo de 1997) es una deportista rusa que compite en gimnasia artística.
Participó en los Juegos Olímpicos de Tokio 2020, obteniendo una medalla de oro en la prueba por equipos (junto con Viktoriya Listunova, Anguelina Melnikova y Vladislava Urazova).
Ganó dos medallas de plata en el Campeonato Mundial de Gimnasia Artística, en los años 2018 y 2019, y una medalla de plata en el Campeonato Europeo de Gimnasia Artística de 2018.

## Palmarés internacional
| Juegos Olímpicos   | Juegos Olímpicos      | Juegos Olímpicos | Juegos Olímpicos     |
| Año                | Lugar                 | Medalla          | Prueba               |
| ------------------ | --------------------- | ---------------- | -------------------- |
| 2020               | Tokio (Japón)         | Medalla de oro   | Concurso por equipos |
| Campeonato Mundial |                       |                  |                      |
| Año                | Lugar                 | Medalla          | Prueba               |
| 2018               | Doha (Catar)          | Medalla de plata | Concurso por equipos |
| 2019               | Stuttgart (Alemania)  | Medalla de plata | Concurso por equipos |
| Campeonato Europeo |                       |                  |                      |
| Año                | Lugar                 | Medalla          | Prueba               |
| 2018               | Glasgow (Reino Unido) | Medalla de oro   | Concurso por equipos |